# Raedersheim

Raedersheim este o comună în departamentul Haut-Rhin din estul Franței. În 2009 avea o populație de 1.155 de locuitori.

## Evoluția populației
| An        | 1975 | 1982 | 1990 | 1999 | 2006  | 2009  |
| --------- | ---- | ---- | ---- | ---- | ----- | ----- |
| Populație | 420  | 521  | 807  | 967  | 1.095 | 1.155 |